# Tamar (Schwiegertochter des Juda)
Tamar ist im Alten Testament der Name dreier Frauen. Daneben gibt es auch eine Stadt gleichen Namens. Dieser Artikel handelt von der in Genesis erwähnten Schwiegertochter des Juda. In 2. Samuel wird von der Tochter und Enkelin Davids berichtet, die auch Tamar hießen.

## Etymologie
Der hebräische Personenname תָּמָר tāmār, deutsch ‚Tamar‘ ist ein Pflanzenname und bedeutet „Dattelpalme“. Der Name ist mit Fruchtbarkeit konnotiert und ausschließlich für feminine Namensträger nachgewiesen. Die Septuaginta gibt den Namen mit θαμαρ Thamar (bzw. in 2 Sam 13,19  mit θημαρ Thēmar) wieder, die Vulgata mit Thamar.

## Biblische Überlieferung

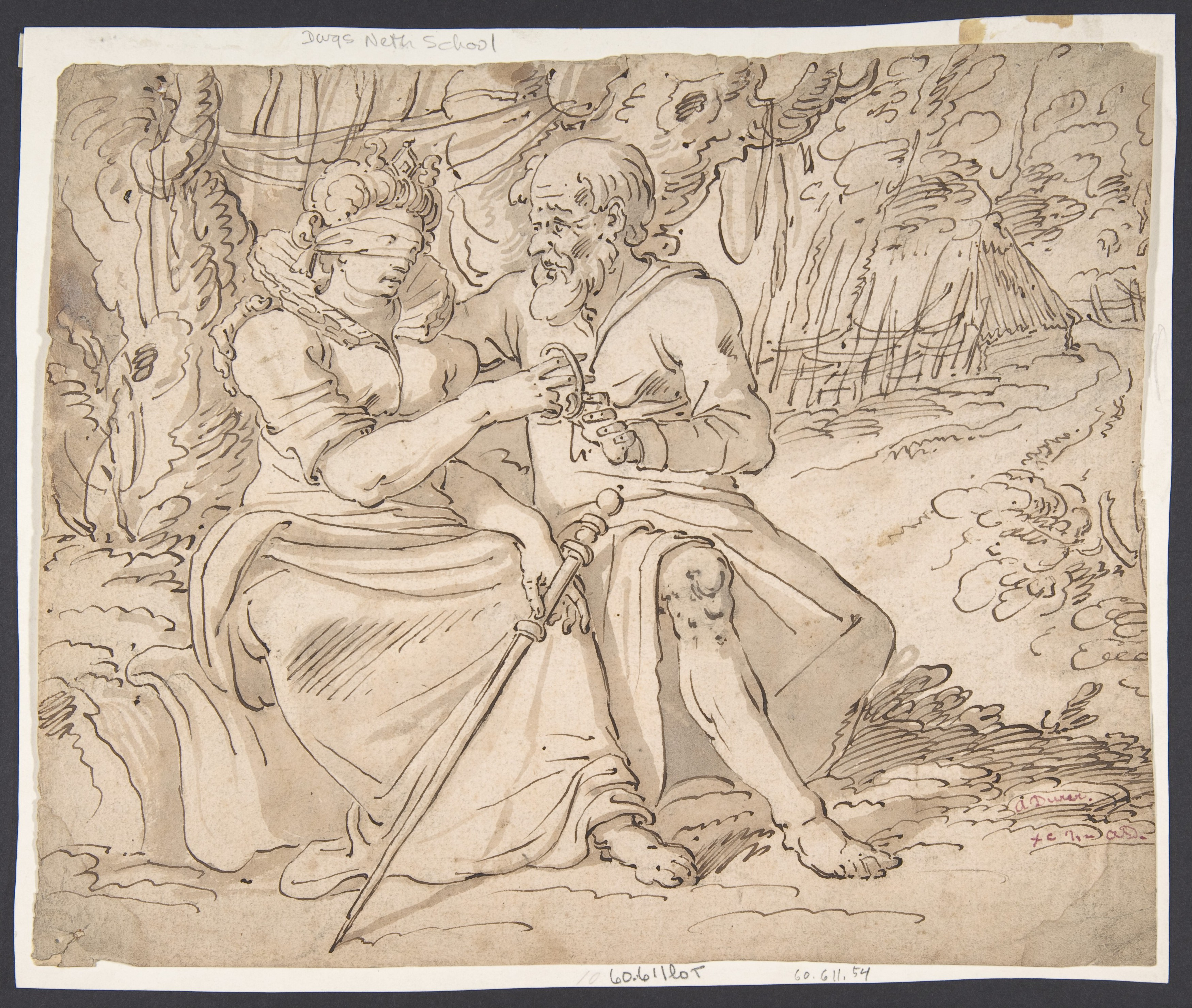
Juda übergibt Tamar Stab und Ring – unbekannter Künstler

Tamar war die Schwiegertochter Judas, des vierten Sohnes Jakobs. Ihre Geschichte ist in der Genesis (1 Mos 38 ) erzählt.
Zunächst war sie mit Er, Judas ältestem Sohn, verheiratet, der jedoch bald nach der Hochzeit ohne Nachkommen starb. Juda vermählte sie daraufhin mit seinem zweiten Sohn, Onan, damit dieser seinem verstorbenen Bruder Nachkommen schaffe (Leviratsehe). Onan aber verweigerte dies und ließ „den Samen zur Erde fallen und verderben“. Kurze Zeit darauf starb er auch, und Tamar war weiterhin kinderlos. Rechtlich hätte nun der Jüngste, Schela, seinem ältesten Bruder Nachkommen schaffen müssen, aber Juda zögerte die Vermählung hinaus, da er wegen des schnellen Todes seiner ersten beiden Söhne befürchtete, auch der letzte könne ihm genommen werden. Einige Zeit später, nachdem Judas Frau verstorben war, verführte Tamar, als Hure gekleidet, ihren Schwiegervater und wurde von ihm schwanger.

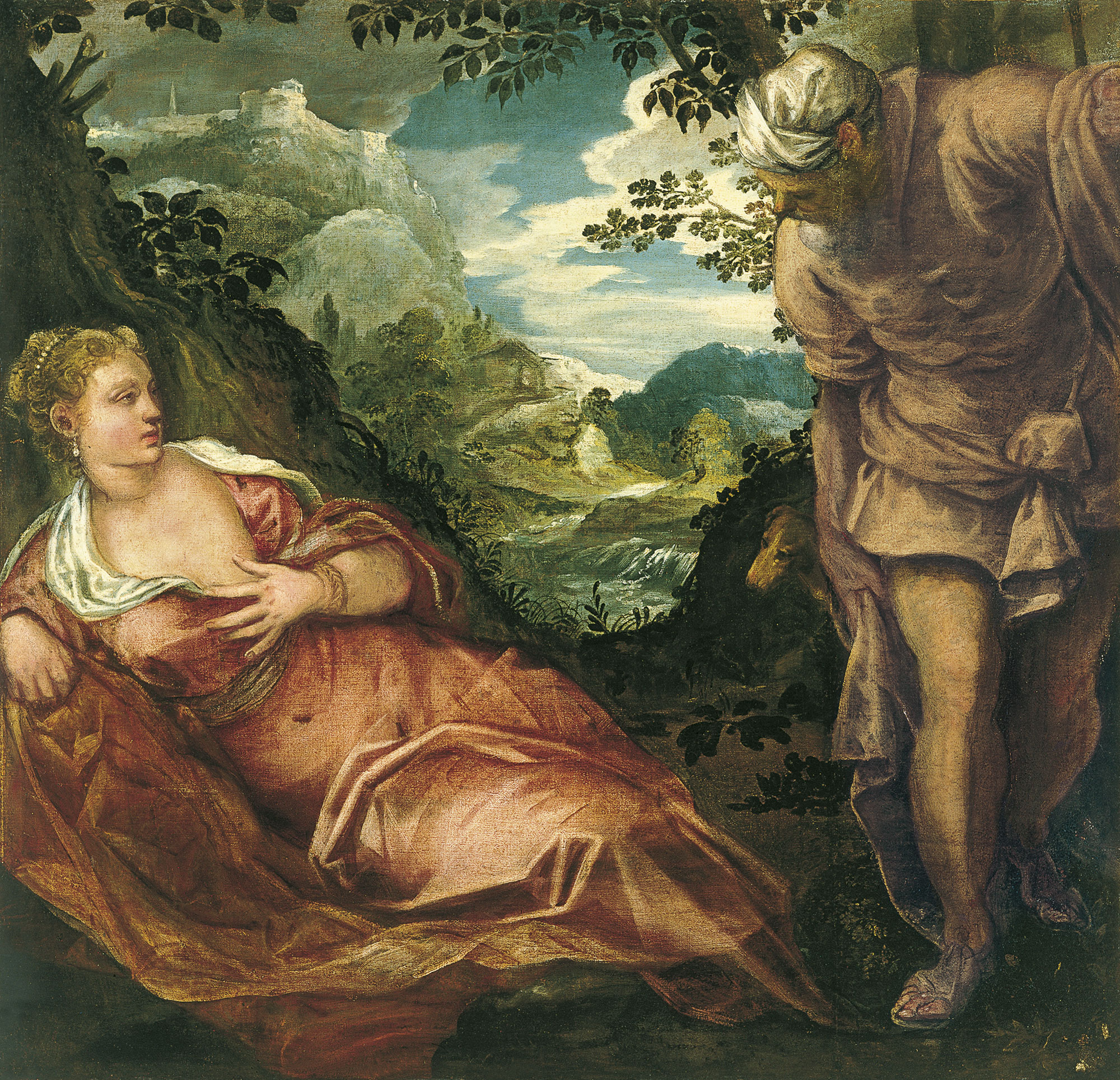
Tamar und Juda von Jacopo Tintoretto, Madrid, Thyssen-Bornemisza

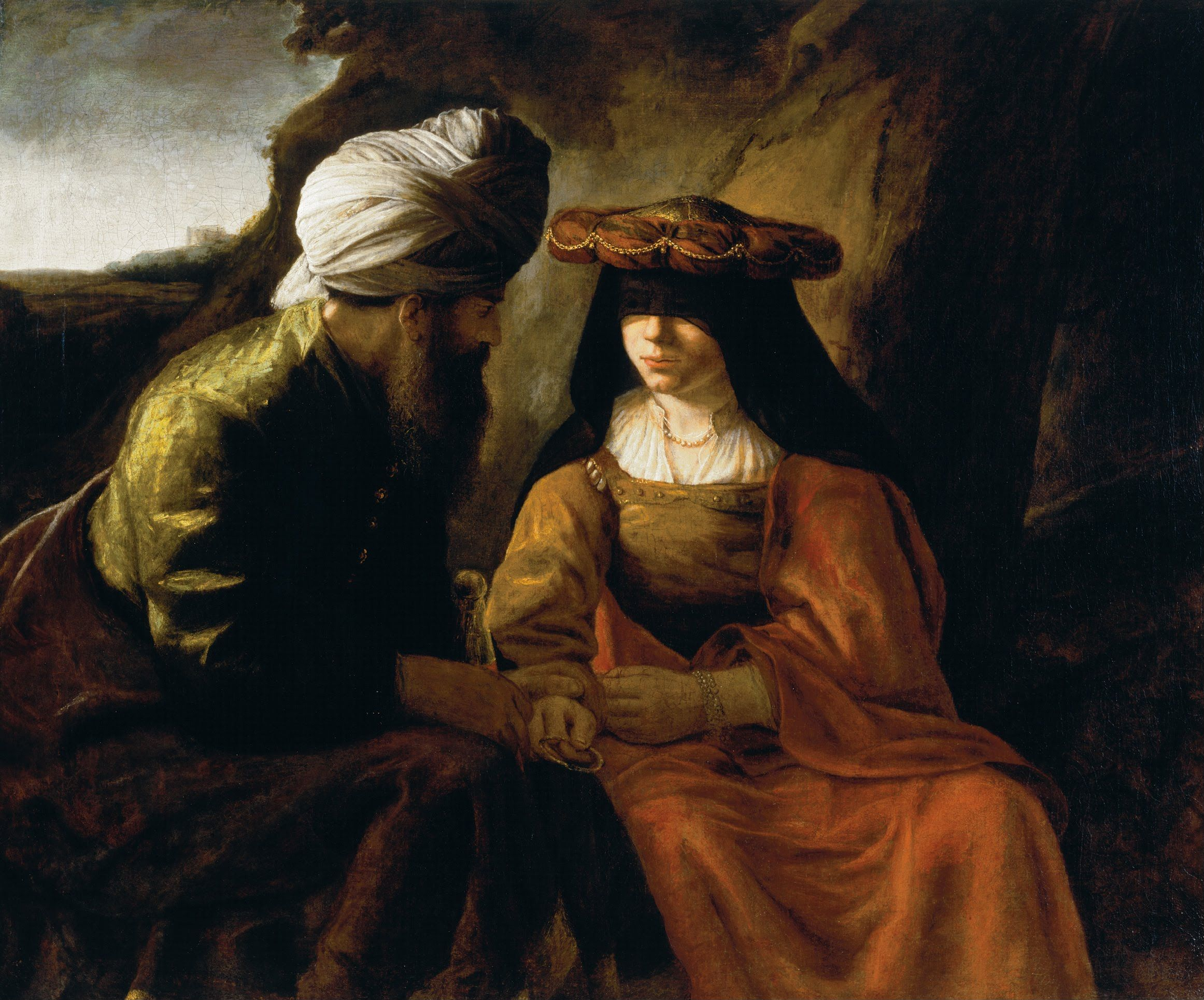
Tamar und Juda auf einem holländischen Gemälde des 17. Jahrhunderts.

„Man berichtete Tamar: Dein Schwiegervater geht gerade nach Timna hinauf zur Schafschur. Da zog sie ihre Witwenkleider aus, legte einen Schleier über und verhüllte sich. Dann setzte sie sich an den Ortseingang von Enajim, der an der Straße nach Timna liegt. Sie hatte nämlich gemerkt, dass Schela groß geworden war, dass man sie ihm aber nicht zur Frau geben wollte. Juda sah sie und hielt sie für eine Dirne; sie hatte nämlich ihr Gesicht verhüllt. Da bog er vom Weg ab, ging zu ihr hin und sagte: Lass mich zu dir kommen! Er wusste ja nicht, dass es seine Schwiegertochter war. Sie antwortete: Was gibst du mir, wenn du zu mir kommen darfst? Er sagte: Ich werde dir ein Ziegenböckchen von der Herde schicken. Sie entgegnete: Du musst mir aber ein Pfand dalassen, bis du es schickst.“

Als Pfand für die ausstehende Bezahlung überließ Juda ihr seinen Siegelring mit Schnur sowie seinen Stab. Er konnte aber das Pfand nicht einlösen, da die Dirne verschwunden war; zudem wurde ihm erzählt, dass es an diesem Ort nie eine Dirne gegeben habe. Als er später hörte, dass Tamar schwanger war, wollte er sie wegen Unzucht töten lassen. Sie schickte ihm die Pfänder, und er erkannte, dass sie ihn überlistet hatte, aber im Recht war, da er ihr einen Kindsvater verweigert hatte. Tamar war mit Zwillingen schwanger. Für die Erbfolge war bedeutsam, welcher Sohn zuerst geboren wurde. Während der Niederkunft streckte ein Zwilling die Hand aus, und die Hebamme band einen roten Faden daran. Die Hand verschwand jedoch wieder und der Knabe ohne Faden wurde zuerst geboren. Man nannte ihn Perez, das heißt Riss oder Durchbruch. Sein Bruder Serach, mit dem roten Faden um die Hand, wurde nach ihm geboren.
Perez zeugte Hezron und Hamul, von Hezron stammt König David ab, und so ging Tamar (als eine von vier überlieferten Frauen) in den Stammbaum Jesu ein (Mt 1,3 ).

## Literarische Verarbeitung
Eine literarische Gestaltung der Figur hat Thomas Mann im 5. Hauptstück von Joseph der Ernährer gegeben (auch einzeln, mit Zeichnungen von Gunter Böhmer, 1956, und später als Fischer-Taschenbuch erschienen).